# Derbesiaceae
Derbesiaceae, biljna porodica iz reda Bryopsidales. Pripada joj dvadesetak (27) vrsta zelenih alga. Ime porodice dolazi po rodu Derbesia s 20 vrsta

## Rodovi
1. Derbesia Solier, 21 vrsta
2. Halicystis Areschoug, 1 vrsta
3. Pedobesia MacRaild & Womersley. 5 vrsta